# Riyal saudí
El riyal o rial (en árabe: ريال) es la moneda oficial del Reino de Arabia Saudita. Su código ISO 4217 es SAR y se divide en 100 halalá o hallalah (en árabe: هللة). Su nombre procede de la antigua y universal moneda Real de a ocho, divisa del imperio español.

## Historia
El rial ha sido la moneda de Arabia Saudí desde la formación del país, y con anterioridad lo fue de la región histórica de Hejaz. El rial de Hejaz se basaba (aunque no equivalía) en la moneda de 20 kuruş del Imperio otomano, y por lo tanto, se dividía en 20 ghirsh. Sin embargo, aunque el rial de Hejaz pesaba lo mismo que la moneda turca, se acuñó con una pureza de 917 milésimas, mientras que la moneda otomana tenía una pureza de 830 milésimas. Por lo tanto, debido a que el primer rial saudí tenía las mismas características técnicas que el rial de Hejaz y que circulaba junto a las monedas otomanas, llegó a valer 22 kuruş otomanos, y como consecuencia se dividió en 22 ghirsh cuando se acuñaron monedas denominadas en ghirsh en 1925. Este sistema monetario persistió incluso cuando el rial se desligó del patrón plata para fijar su valor en paridad con la rupia india en 1935.
Nótese que la transcripción del término "ghirsh" al alfabeto latino, en vez de "qirsh", se debe  a la pronunciación del término en Arabia Saudí. Sin embargo, su escritura, قرش, es la misma para todo el mundo árabe.
En 1960 el sistema monetario cambió de 20 ghirsh = 1 rial, seguido de la introducción del halalá en 1963. Todavía se pueden encontrar algunas monedas en el mercado con sus denominaciones en ghirsh, pero esta denominación ha dejado de usarse.

## Monedas
En 1925 se acuñaron en La Meca bajo el reinado de Abdelaziz bin Saud monedas transitorias de cobre en denominaciones de ¼ y ½ ghirsh. A éstas les siguieron en 1926 denominaciones de ¼, ½ y 1 ghirsh en cuproníquel con el título de "Rey de Hejaz y Sultán de Nejd.
En 1927, el título real cambió a "Rey de Hejaz y Nejd y Dependencias". Durante este período las monedas acuñadas fueron de ¼, ½ y 1 ghirsh, y ¼, ½ y 1 rial de plata.
En 1935 se acuñaron las primeras monedas bajo el nombre de Arabia Saudita. Estas fueron denominaciones de ¼, ½ y 1 rial en plata, pero un 50% más ligeras que las emisiones anteriores. También se acuñaron monedas de cuproníquel de ¼, ½ y 1 Qirsh desde 1937. En 1946 (AH 1365), muchas de las monedas de cuproníquel fueron marcadas con el numeral 65 (٦٥), lo que Krause y Mishler describen como "un intento de acabar con el monopolio de los cambiadores de moneda pequeña". En 1957 se introdujeron monedas de 2 y 4 ghirsh.
En 1963, único año de acuñación, se introdujo una moneda de 1 halalá de bronce. En 1972 le siguieron las denominaciones de 5, 10, 25 y 50 halalá. Estas monedas tienen además su denominación en Qirsh o riales. En 1976 se introdujo una moneda de 1 rial de cuproníquel (100 halalá). La última modificación del cono monetario ha sido la sustitución del rial de cuproníquel por una moneda bimetálica en 1999. En 2007, se acuñaron las primeras monedas de 50 halalá con el nombre del rey Abdalá.

## Billetes
En 1953, la Agencia Monetaria de Arabia Saudita comenzó a emitir bonos para el peregrinaje a La Meca de 10 riales, seguidos de las denominaciones de 1 y 5 riales en 1954 y 1956 respectivamente. Estos se asemejaban a los billetes y al principio servían para cambiar dinero extranjero. Sin embargo, empezaron a aceptarse en Arabia Saudita y llegaron a sustituir al rial de plata en las grandes operaciones financieras. En consecuencia, la Agencia Monetaria empezó a emitir billetes regulares de 1, 5, 10, 50 y 100 riales en 1961, y los bonos de peregrinaje fueron retirados de la circulación.
En 1983 se introdujeron los billetes de 500 riales. Las denominaciones de 20 y 200 riales se añadieron en el 2000 para conmemorar la fundación del reino saudí. En 2007 la Agencia Monetaria anunció una nueva serie de billetes en los que aparecería el retrato del rey Abdalá. Finalmente, el 20 de mayo de 2007, la Agencia Monetaria saudí anunció mediante real decreto la introducción de la quinta serie de billetes con el retrato del rey Abdalá en todas las denominaciones excepto en el billete de 500 riales.

## Relación de cambio fija
En junio de 1986, el rial se fijó conforme a los Derechos Especiales de Giro del FMI. En la práctica, está fijado al dólar en 3,75 riales. Esta tasa de cambio se hizo oficial el 1 de enero de 2003.
Durante los últimos veinte años el rial ganó valor poco a poco después de que la Reserva Federal de EE. UU. eliminase las tasas de interés el 18 de septiembre de 2007, y la Agencia Monetaria de Arabia Saudita declinase aceptar estas medidas, parcialmente debido a lo concerniente en los efectos que provocaría la inflación en el rial. A principios de diciembre de 2007 el rial volvió a fijarse al dólar.